# Klub Konserwatywny
Klub Konserwatywny ("neokonserwatyści", "neostańczycy") – organizacja konserwatywna o charakterze luźnego klubu dyskusyjnego utworzona w 1896 r. w Krakowie.
Klub został założony przez Władysława Leopolda Jaworskiego, Adama Krzyżanowskiego i Antoniego Górskiego. Pismem Klubu stał się „Ruch Społeczny”. Zgromadzone wokół niego środowisko stanowili głównie pracownicy naukowi Uniwersytetu Jagiellońskiego, określani jako konserwatyści młodszej generacji. Z czasem przylgnęły do nich określenia "neokonserwatystów"  i "neostańczyków". Współpracowali ze „stańczykami”, choć jednocześnie zakwestionowali niektóre elementy ich wcześniejszej polityki. Za cel stawiali sobie opracowanie nowej doktryny dla stronnictwa konserwatywnego, odpowiedniej wobec zmieniających się warunków politycznych i społecznych.  W przeciwieństwie do poprzedniego pokolenia konserwatystów, byli otwarci na współpracę z nowymi ruchami politycznymi, jak ludowcy czy socjaliści, zdając sobie sprawę z braku szerszej bazy społecznej swojego stronnictwa. Zwalczali natomiast Narodową Demokrację. Zwracali szczególną uwagę na kwestie gospodarcze, domagali się przeprowadzenia reform społecznych. Z grona "neokonserwatystów" rekrutowało się kolejne pokolenie konserwatystów krakowskich, z którego wyszli przywódcy Stronnictwa Prawicy Narodowej.
Członkowie Klubu: Stanisław Estreicher, Jan Kanty Fedorowicz, Antoni Górski, Piotr Górski, Jan Hupka, Władysław Leopold Jaworski, Jan Franciszek Konopka, Adam Krzyżanowski, Juliusz Leo, Józef Popowski, Rudolf Starzewski, Tadeusz Starzewski.